# نيكولاس لوبيز (مخرج)
نيكولاس لوبيز (بالإسبانية: Nicolás López) هو كاتب سيناريو ومنتج أفلام ومخرج تشيلي، ولد في 16 مارس 1983 في سانتياغو في تشيلي.

## وصلات خارجية
- نيكولاس لوبيز على موقع IMDb (الإنجليزية)
- نيكولاس لوبيز على موقع ألو سيني (الفرنسية)
- نيكولاس لوبيز على موقع أول موفي (الإنجليزية)
- نيكولاس لوبيز على موقع قاعدة بيانات الأفلام السويدية (السويدية)
- نيكولاس لوبيز على موقع قاعدة بيانات الفيلم (الإنجليزية)
- نيكولاس لوبيز على موقع كينوبويسك (الروسية)